# T͡͏̇S
Cette page contient des caractères spéciaux ou non latins. S’ils s’affichent mal (▯, ?, etc.), consultez la page d’aide Unicode.
Le TS tirant suscrit avec point suscrit,  t͡͏̇s est une ligature de l’alphabet latin, utilisé dans la romanisation ALA-LC de l’abkhaze pour translittérer la ligature té tsé ‹ Ҵ ҵ ›,. Il est formé d’un T et d’un S, avec une ligature tirant (aussi appelé double brève inversée suscrit), et un point suscrit au-dessus de ce dernier.

## Utilisation
Le ‹ t͡͏̇s › est utilisé pour translittérer la lettre cyrillique ‹ ҵ › utilisée en abkhaze selon les tables de romanisation ALA-LC (American Library Association - Library of Congress). Cette romanisation est utilisée par les bibliothèques nord-américaines, et d’autres bibliothèques dans le monde. On retrouve cette ligature dans les catalogues de ces bibliothèques, dans certains titres de livres abkhazes comme :
Akhat͡͏̇sarashẇa : azhẇeinraalak̇hua, azhẇabzhʹk̇hua, astatiak̇hua publié chez Aqua : Ashẇquthyzhʹyrtha "Alashara" en 1995 ;
translittération de Ахаҵарашәа: ажәеинраалахуа, ажәабжьхуа, астатиахуа.

## Représentation informatique
Le digraphe ‹ t͡͏̇s › ne peut être représenté qu’avec l’aide de plusieurs caractères.
Les algorithmes Unicode peuvent changer l’ordre de certains diacritiques, il est donc nécessaire d’utiliser le diacritique invisible bloquant pour que les diacritiques du ‹ t͡͏̇s › soient superposés dans le bon ordre.
- Avec ligature tirant (latin de base, diacritiques) :
  - capitale T͡͏̇S : U+0054 U+0361 U+034F U+0307 U+0053
  - minuscule t͡͏̇s : U+0074 U+0361 U+034F U+0307 U+0073